# Jonas L.A.
Jonas là một series hài phát sóng chủ yếu trên Disney Channel. Bộ phim nói về ban nhạc gia đình gồm 3 anh em: Kevin Jonas, Joe Jonas và Nick Jonas.

## Nhân vật chính
Kevin Jonas: Kevin là anh cả trong gia đình. Tuy đã 20 tuổi nhưng Kevin rất trẻ con và ham ăn.
Joe Jonas: Joe là một chàng bảnh trai, hát chính trong nhóm và rất thích các cô gái xinh đẹp.
Nick Jonas: Mặc dù là em trai nhưng Nick tỏ ra "người lớn" hơn Kevin và Joe nhiều lần. Tính Nick thẳng băng, học giỏi và đôi khi hơi nóng.
 Stella Malone (Chelsea Staub): Một cô gái tóc vàng xinh đẹp, thông minh học giỏi, mơ ước thành nhà thiết kế thời trang cho người nổi tiếng. Sau này cô là bạn gái của Joe Jonas.
Macy Misa (Nicole Anderson): Là cô gái dễ thương có mái tóc màu nâu đen. Cô là người hâm mộ Jonas điên cuồng và cho rằng mình là 1 fan bự của họ. Khi tới Los Angeles, cô đã kiềm chế được sự hâm mộ đó bằng cách đưa hết ý của mình vào trang web của ban nhạc Jonas. Sau này cô là mẫu người Nick Jonas yêu.
Tom Jonas (John Ducey): Bố của Jonas, rất yêu gia đình.
Sandy Jonas (Rebecca Creskoff): Mẹ Jonas, là một bà mẹ đảm đang, hay nhớ kỉ niệm gia đình.
Frankie Jonas: Em út nhà Jonas, nghịch ngợm và chơi trốn tìm rất giỏi.

## Sản xuất
JONAS được sản xuất bởi It's a Laugh Production và Mantis Production hợp tác với Disney Channel. JONAS là series của Disney đầu tiên, kể từ thời Phil of the Future, không quay live trước khán giả cũng không có tiếng cười ghi âm.
JONAS đặt bối cảnh tại New Jersey và quay tại Hollywood Center Studio.

### Phát triển
Trước đây, series được gọi là "J.O.N.A.S", viết tắt của "Junior Operative Networking As Spies". Trong phim, ban nhạc đi biểu diễn là vỏ bọc trong khi làm điệp viên của chính phủ để cứu thế giới. Trong khi đó, họ vẫn phải cố gắng giấu mẹ và Frankie. Stella, không biết sự thật về anh em Jonas, hẹn hò từng người mà không cho những người khác biết, đồng thời tường thuật lại chi tiết cho mục báo của cô trên tạp chí teen. Chelsea nói, "Hầu như toàn bộ phim, chúng tôi nói dối lẫn nhau, và mọi việc diễn ra không như mong đợi, chúng tôi bị bắt gặp trong những tình huống lúng túng." Cô miêu tả tư tưởng chung là, "giống như The Monkees và một chút Mr. & Mrs. Smith. Sẽ có những cuỗi sự kiện hài hước và vẫn là một sitcom."
J.O.N.A.S. đã được quay vào năm 2007, nhưng cuộc đình công của hội nhà văn Mỹ năm 2007-2008 (2007–2008 Writers Guild of America strike) làm hoãn lại tiến trình. Thay vào đó, Disney Channel quay một chương trình thực tế nhỏ, Jonas Brothers: Living the Dream, đi theo Jonas Brothers trong tour diễn Look Me In The Eyes và khởi chiếu ngày 16 tháng 5 (tại Mỹ). Vài tuần sau, ngày 20 tháng 6 năm 2008, phim Camp Rock, trong đó họ đóng vai 1 ban nhạc hư cấu (không phải là anh em) "Connect Three", ra mắt. Jonas Brothers cũng phát hành Jonas Brothers: The 3D Concert Experience, một phim concer 3D của Disney Digital. "Sau những lần ra mắt ồ ạt này, nhóm Jonas Brothers trở nên quá nổi tiếng để có thể tưởng tượng họ thành bất cứ thứ gì ngoài phiên bản kịch tính hơn của chính họ" nhà sản xuất Michael Curtis giải thích. "Ý tưởng điệp viên rất lớn và rất tham vọng và nó bắt đầu cảm thấy không đúng lắm. Vì ban nhạc càng nổi tiếng, làm một show ghi lại nhiều hơn đời sống thực của họ và cố gắng biến nó thành 1 phiên bản thật hơn, vững chắc hơn về những gì họ có thể làm, đã trở nên thú vị và vui hơn để làm" Curtis nói trong 1 buổi họp báo. "Bây giờ thì nó là về chúng tôi là một ban nhạc và cân bằng cuộc sống bình thường" Nick Jonas nói với Access Hollywood. Tựa đề của series đổi từ J.O.N.A.S. thành JONAS, bỏ những chữ viết tắt nhưng vẫn giữ nguyên chữ in hoa.

### Âm nhạc
Nhạc trong phim được viết và biểu diễn bởi Jonas Brothers dành riêng cho phim.
| Season | Tên bài hát                   | Tập phim             |
| ------ | ----------------------------- | -------------------- |
| 1      | "Give Love a Try"             | "Wrong Song"         |
| 1      | "Pizza Girl"                  | "Slice of Life"      |
| 1      | "Keep It Real"                | "Keeping It Real"    |
| 1      | "We Got To Work It Out"       | "Band's Best Friend" |
| 1      | "Why"                         | "Fashion Victim"     |
| 1      | "Blue Danube (Jonas version)" | "That Ding You Do"   |
| 1      | "I Did It All Again"          | "Complete Repeat"    |
| 1      | "Love Sick"                   | "Love Sick"          |

## Giải thưởng và đề cử
| Năm  | Giải thưởng                | Hạng mục                              | Người nhận     | Kết quả   |
| ---- | -------------------------- | ------------------------------------- | -------------- | --------- |
| 2009 | Teen Choice Awards         | Choice TV Actor: Comedy               | Jonas Brothers | Đoạt giải |
| 2009 | Teen Choice Awards         | Choice TV: Breakout Star Female       | Chelsea Staub  | Đề cử     |
| 2009 | Teen Choice Awards         | Choice TV: Breakout Star Male         | Frankie Jonas  | Đoạt giải |
| 2009 | Teen Choice Awards         | Choice TV: Breakout Show              | Jonas L.A.     | Đoạt giải |
| 2010 | Kids' Choice Awards        | Favorite TV Actor                     | Joe Jonas      | Đề cử     |
| 2010 | Kids' Choice Awards        | Favorite TV Actor                     | Nick Jonas     | Đề cử     |
| 2010 | Teen Choice Awards         | Choice TV Actor: Comedy               | Jonas Brothers | Đoạt giải |
| 2010 | Hollywood Teen TV Awards   | Teen Pick Actress: Comedy             | Chelsea Staub  | Đề cử     |
| 2010 | Emmy Award                 | Outstanding Children's Program        | Jonas L.A.     | Đề cử     |
| 2010 | Kids' Choice Awards Mexico | Favorite International Character Male | Joe Jonas      | Đề cử     |
| 2010 | Kids' Choice Awards Mexico | Favorite International Character Male | Nick Jonas     | Đề cử     |
| 2010 | Kids' Choice Awards Mexico | Favorite Show                         | Jonas L.A      | Đề cử     |
| 2011 | Kids' Choice Awards        | Favorite TV Actor                     | Nick Jonas     | Đề cử     |
| 2011 | Kids' Choice Awards        | Favorite TV Actor                     | Joe Jonas      | Đề cử     |